# Dáil Éireann
Dáil Éireann (irische Aussprache [ˈd̪ɑːlʲ ˈeːɾʲǝn̪]; Übersetzung: „Versammlung Irlands“; kurz auch Dáil, „Versammlung“ genannt; wegen des femininen Geschlechts im Irischen eigentlich „die Dáil“, im Deutschen aber meist als der Dáil oder das Dáil bezeichnet) ist das Unterhaus des Parlaments (Oireachtas) der Republik Irland.
Der Dáil wird mindestens alle fünf Jahre direkt gewählt; dabei wird das Verfahren der übertragbaren Einzelstimmgebung (single transferable vote) angewendet.
Die letzte Wahl fand am 29. November 2024 statt (siehe auch Wahlen in Irland). Die Machtbefugnisse des Dáil, der mächtigeren Kammer des Parlaments, ähneln denen von anderen Unterhäusern in anderen parlamentarischen Systemen. Die Versammlungen des Dáil finden seit 1922 im Leinster House in Dublin statt.

## Zusammensetzung

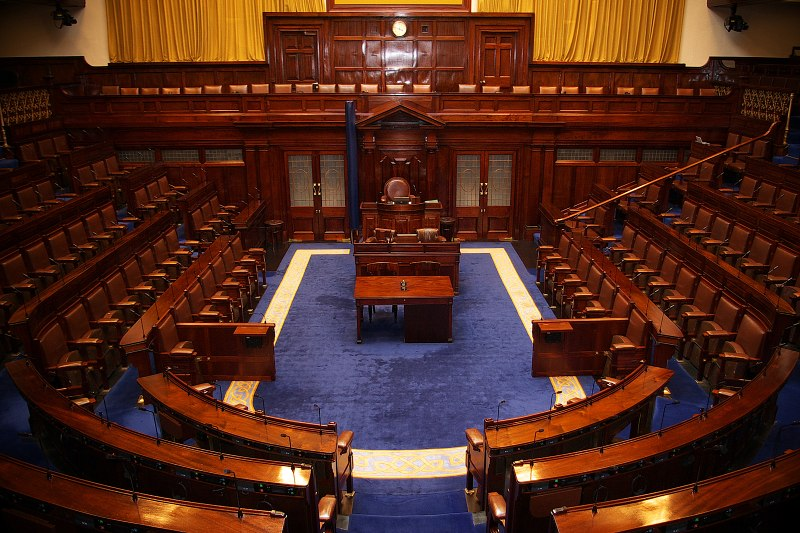
Sitzungssaal

Die (Stand 2024) 174 Mitglieder des Dáil (Teachta Dála (TD) or Deputy genannt) werden mindestens alle fünf Jahre durch die Bürger der Republik Irland direkt gewählt. Sie müssen mindestens 21 Jahre alt sein.

### Wahl
Wahlberechtigt ist man mit 18 Jahren.

Der Taoiseach kann durch ein Ersuchen beim irischen Präsidenten das Unterhaus jederzeit auflösen, was zu Neuwahlen innerhalb von 30 Tagen führt.
Durch das System der Single transferable vote (STV) werden die Sitze im Dáil anteilmäßig verteilt. Die relativ kleinen Wahlkreise bringen den größeren Parteien hierbei Vorteile und benachteiligen leicht die kleineren Parteien. Seit den 1990er Jahren besteht die Regierung durchgehend aus Koalitionen. Vor 1989 waren hingegen Ein-Parteien-Regierungen, meist durch die Partei Fianna Fáil, die Regel. Dadurch, dass die Wahlbezirke bedingt durch die STV immer mehreren Sitzen im Unterhaus entsprechen, müssen Kandidaten oft gegen Mitglieder der gleichen Partei antreten. Dies gibt dem Wähler mehr Einfluss als eine Listenwahl. Zwei Versuche, zum britischen System des Mehrheitswahlrechts überzugehen (1959 und 1968), wurden durch Volksabstimmungen abgelehnt. Nachwahlen finden im System des Instant-Runoff-Votings statt.
2007 stimmte jeder Wahlkreis über drei bis fünf (Durchschnitt ist 3,9) Mitglieder des Unterhauses ab. Die irische Verfassung schreibt lediglich vor, dass kein Wahlkreis weniger als drei Unterhausmitglieder stellen darf; eine Obergrenze wird nicht festgelegt (Artikel 16 (2)). Die Wahlkreisgrenzen müssen mindestens alle zwölf Jahre überprüft werden (Artikel 16 (2)). Wahlkreisgrenzen werden momentan durch eine unabhängige Kommission ausgearbeitet, deren Vorschläge normalerweise übernommen werden.

### Anzahl der Mitglieder
Auf je 30.000 Einwohner muss mindestens und auf je 20.000 Einwohner darf maximal ein Unterhausmitglied vorhanden sein (Artikel 16 (2)).
Der Taoiseach und der Tanaiste und das Regierungsmitglied, welches mit dem Finanzministerium betraut ist, müssen Mitglieder des Dáil Éireann sein (Artikel 28 (7)).
Im 30. Dáil kam ein Unterhausmitglied auf 25.500 Einwohner – eine der höchsten Quoten auf der Welt. Mit der Annahme der (aktuellen) Verfassung im Jahr 1937 verminderte sich durch diese Regelung die Anzahl von 153 auf 138. Da dies in den 1960er Jahren für den Taoiseach Seán Lemass zu Problemen führte, geeignete Minister aufzustellen, wurde die Anzahl daraufhin erhöht. 1981 fand erneut eine Erhöhung auf die noch heute gültige Zahl von 166 Mitgliedern statt.

### Aktuelle Zusammensetzung
Im 2024 gewählten und bis 2029 arbeitenden Parlament gab es Zehn Parteien, sechzehn Unabhängige und den Ceann Comhairle:
| Logo                            | Logo     | Name                                                                                 | Ausrichtung                                                       | Parteivorsitzende(r)/ Parteiführer(in)                         | Sitze         | Sitze    | Sitze    |
| Logo                            | Logo     | Name                                                                                 | Ausrichtung                                                       | Parteivorsitzende(r)/ Parteiführer(in)                         | nach der Wahl | aktuell  | +/−      |
| Parteien                        | Parteien | Parteien                                                                             | Parteien                                                          | Parteien                                                       | Parteien      | Parteien | Parteien |
| ------------------------------- | -------- | ------------------------------------------------------------------------------------ | ----------------------------------------------------------------- | -------------------------------------------------------------- | ------------- | -------- | -------- |
|                                 |          | Fianna Fáil (FF)                                                                     | Irischer Republikanismus, Konservatismus                          | Micheál Martin                                                 | 47            | 48       | ▲1       |
|                                 |          | Sinn Féin (SF)                                                                       | Irischer Republikanismus, Demokratischer Sozialismus              | Mary Lou McDonald                                              | 39            | 39       | ▬        |
|                                 |          | Fine Gael (FG)                                                                       | Christdemokratie, Liberalismus                                    | Simon Harris                                                   | 38            | 38       | ▬        |
|                                 |          | Social Democrats (SD)                                                                | Sozialdemokratie                                                  | Holly Cairns                                                   | 11            | 10       | ▼1       |
|                                 |          | The Labour Party (Lab)                                                               | Sozialdemokratie                                                  | Ivana Bacik                                                    | 11            | 11       | ▬        |
|                                 |          | Independent Ireland (II)                                                             | Konservatismus                                                    | Michael Collins                                                | 04            | 04       | ▬        |
|                                 |          | People Before Profit/Solidarity (PBPS) • People Before Profit (PBP) • Solidarity (S) | Demokratischer Sozialismus                                        | kollektive Führung • Richard Boyd Barrett • kollektive Führung | 03 02 01      | 03 02 01 | ▬        |
|                                 |          | Aontú (Aon)                                                                          | Irischer Republikanismus, Gesellschaftspolitischer Konservatismus | Peadar Tóibín                                                  | 02            | 02       | ▬        |
|                                 |          | Green Party (GP)                                                                     | Grüne Politik                                                     | Roderic O’Gorman                                               | 01            | 01       | ▬        |
|                                 |          | 100% Redress                                                                         | —                                                                 | Tomás Devine                                                   | 01            | 01       | ▬        |
| Unabhängige und Ceann Comhairle |          |                                                                                      |                                                                   |                                                                |               |          |          |
|                                 |          | Unabhängige *                                                                        | Unabhängige *                                                     | Unabhängige *                                                  | 16            | 16       | ▬        |
|                                 |          | Ceann Comhairle                                                                      | Ceann Comhairle                                                   | Ceann Comhairle                                                | 01            | 01       | ▬        |
| Gesamt                          | Gesamt   | Gesamt                                                                               | Gesamt                                                            | Gesamt                                                         | 174           | 174      | ▬        |

## Ceann Comhairle
Hauptartikel: Ceann Comhairle
Der Sprecher, oder Vorsitzende, des Dáil Éireann (Ceann Comhairle) wird aus den Reihen der Unterhausmitglieder gewählt; von ihm wird strikte Unparteilichkeit verlangt. Unabhängig davon versucht die Regierung, einen Vorsitzenden aus den eigenen Reihen zu erreichen. Gewählt wurde für den 34. Dáil Verona Murphy.

## Machtbefugnisse

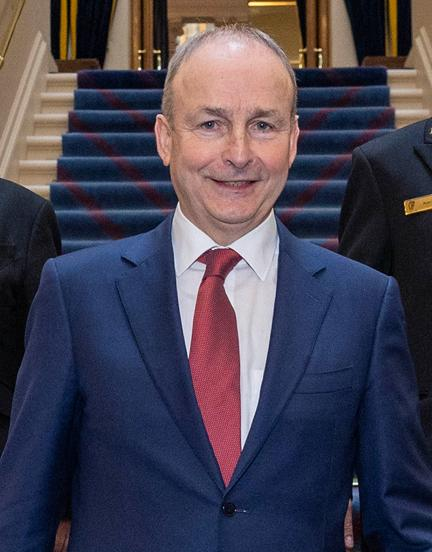
Amtierender Taoiseach Micheál Martin

Obwohl Dáil Éireann neben dem Präsidenten und dem Seanad Éireann nur eine von drei Säulen des Parlaments ist, besitzt das Dáil die wohl mächtigsten Befugnisse. Er kann quasi jedes gewünschte Gesetz verabschieden, da der Präsident normalerweise verpflichtet ist, jedes Gesetz, das von beiden Kammern der Oireachtas verabschiedet wurde, zu unterzeichnen und der Seanad normalerweise ein Gesetz nur verzögern, es aber nicht verhindern kann. Weiterhin bestimmt das Dáil den irischen Premierminister (Taoiseach). Dáil Éireann kann eine Vertrauensfrage stellen; in diesem Fall muss der Taoiseach entweder das Parlament auflösen oder zurücktreten1. Das Dáil hat auch die alleinige Macht
- den Haushalt vorzuschlagen (solange es nicht den Senat betrifft)
- Staatsverträge zu ratifizieren
- den Krieg bzw. die Teilnahme an einem Krieg zu erklären.

Das Dáil bestimmt eigenständig über die eigene Geschäftsordnung und seine Mitglieder werden durch verschiedene Gesetze geschützt (politische Immunität). Wie auch in anderen parlamentarischen Systemen sind die Unterhausmitglieder prinzipiell an die Vorgaben der Partei gebunden und stimmen nicht nach ihrer eigenen Ermessenslage ab. Versammlungen des Dáil sind öffentlich, es sei denn, es treten außergewöhnliche Umstände auf.

## Geschichte

### Irish House of Commons (13. Jahrhundert–1800)
Hauptartikel: Parliament of Ireland
Die erste parlamentarische gesetzgebende Gewalt im englisch beherrschten Teil Irlands war das Parliament of Ireland (Parlament von Irland) aus dem 13. Jahrhundert und dessen Unterhaus war das Irish House of Commons (Irisches Unterhaus). Das Parlament wurde 1800 mit dem Act of Union abgeschafft.

### House of Commons of Southern Ireland (1921–1922)
Hauptartikel: Parliament of Southern Ireland
Erst 1921 schaffte die britische Regierung mit dem Parliament of Southern Ireland (Parlament von Südirland) eine neue offizielle legislative Gewalt in Irland. Dies war ein Versuch Nationalisten mit einer Art beschränkter Home Rule zu besänftigen. Diese Institution wurde jedoch von den Nationalisten abgelehnt und boykottiert, deren Loyalität weiterhin dem Dáil gehörte. Da aber der First Dáil nach britischer Rechtsprechung illegal war, gilt das Unterhaus des südirischen Parlaments, das House of Commons of Southern Ireland, dort noch heute als Vorgänger des Dáil.

### Dáil Éireann (House of Assembly) (1919–1922)
Hauptartikel: Dáil Éireann (House of Assembly)
Bereits vor 1921, nämlich 1919, versammelten sich irische Nationalisten wieder unter einer Art „Revolutions-Parlament“, das auf der einseitig ausgerufenen Unabhängigkeit beruhte. Dieses Parlament ist auch unter dem Namen „First Dáil“ bekannt. Der Name Dáil Éireann stammt aus dieser Zeit und obwohl es erfolgreich viele Regierungsaufgaben übernommen hatte, wurde es vom britischen Gesetz, wie auch der Second Dáil, nie anerkannt. Lediglich der Third Dáil, der unter dem Anglo-Irischen Vertrag gewählt wurde, galt als eine Art Übergangs-Unterhaus.

### Dáil Éireann (Chamber of Deputies) (1923–1937)
Hauptartikel: Dáil Éireann (Freistaat)
1921 wurde durch den Anglo-Irischen Vertrag der Irische Freistaat geschaffen, der aus 26 (von 32) Grafschaften der Insel bestand. Durch die Wahl 1923 wurde das bisherige Übergangsunterhaus (Third Dáil) aufgelöst und neu zusammengesetzt. Das neue gewählte Unterhaus des Irischen Freistaates (jetzt auch mit Chamber of Deputies bezeichnet) war jetzt Teil der Legislative, die erstmals Oireachtas (irisches Parlament) genannt wurde. Sowohl Dáil Éireann als auch das Oberhaus versammelten sich im Leinster House in Dublin. Obwohl die ersten drei Dálaí nie offiziell anerkannt wurden, wird das erste Unterhaus unter dem Freistaat als 4. Dáil bezeichnet.

### Dáil Éireann (House of Representatives) (1937–heute)
Die Verfassung der Republik Irland aus dem Jahr 1937 begründet den noch heute existierenden modernen irischen Staat. Unter dieser Verfassung behielt sowohl die Legislative (Oireachtas) als auch das Unterhaus (Dáil Éireann) den bisherigen Namen. Das Unterhaus wurde fortan als „Abgeordnetenhaus“ bezeichnet. Das erste Unterhaus, das unter der neuen Verfassung zusammentrat, wird auch als das 9. Dáil (Ninth Dáil) bezeichnet.

## Sitzverteilung des 34. Dáil Éireann
Hauptartikel: 34. Dáil